# Coupe du monde de ski alpin 2012-2013
Navigation
Édition précédente Édition suivante
La coupe du monde de ski alpin 2012-2013 est la 47e édition de la coupe du monde de ski alpin, compétition de ski alpin organisée annuellement. Elle se déroule du 26 octobre 2012 au 17 mars 2013 entre le continent européen et nord-américain, dont deux épreuves se déroulent en ville à Munich et Moscou. La saison est marquée par la performance réalisée par la Slovène Tina Maze qui dépasse la barre des 2000 points au classement général pour la première fois dans l'histoire du ski alpin féminin, et établit un nouveau record de points, hommes et femmes confondus.

## Pré-saison
Comme à chaque début de saison, certains skieurs se sont retirés du circuit. Peu d'équipes ne sont pas impactées par ces départs à l'image de la Suisse avec les retraites de Didier Cuche et d'Ambrosi Hoffman, de la Suède avec Anja Pärson et Patrik Järbyn, de l'Autriche avec Mario Scheiber, Christoph Dreier et Hans Grugger, de l'Italie avec Patrick Staudacher et Camilla Alfieri, de la Croatie avec Ana Jelušić, de la France avec Aurélie Revillet et Claire Dautherives, du Canada avec François Bourque, Anna Goodman et Patrick Biggs, des États-Unis avec Jimmy Cochran, de la Slovénie avec Ales Gorza, et de la Finlande avec Kalle Pallander et de Sanni Leinonen (22 ans seulement).
Par ailleurs, l'un des espoirs autrichiens, Björn Sieber, censé être l'un des ouvreurs de la première épreuve de la saison à Sölden, est mort dans un accident routier deux jours avant l'épreuve.
En 2013, la Fédération internationale de ski décide de ne pas attribuer de globe concernant le classement du combiné.

## Classement général
| Rang | Nom                 | Points |
| ---- | ------------------- | ------ |
| 1    | Marcel Hirscher     | 1535   |
| 2    | Aksel Lund Svindal  | 1226   |
| 3    | Ted Ligety          | 1022   |
| 4    | Felix Neureuther    | 948    |
| 5    | Ivica Kostelić      | 900    |
| 6    | Alexis Pinturault   | 790    |
| 7    | Manfred Moelgg      | 636    |
| 8    | Hannes Reichelt     | 595    |
| 9    | Andre Myhrer        | 575    |
| 10   | Christof Innerhofer | 522    |
| 11   | Fritz Dopfer        | 490    |
| 12   | Klaus Kröll         | 485    |
| 13   | Kjetil Jansrud      | 473    |
| 14   | Dominik Paris       | 462    |
| 15   | Adrien Théaux       | 443    |
| 16   | Werner Heel         | 408    |
| 17   | Matthias Mayer      | 382    |
| 18   | Erik Guay           | 378    |
| 19   | Georg Streitberger  | 356    |
| 20   | Benjamin Raich      | 344    |

| Rang | Nom                     | Points |
| ---- | ----------------------- | ------ |
| 1    | Tina Maze               | 2414   |
| 2    | Maria Höfl-Riesch       | 1101   |
| 3    | Anna Fenninger          | 1029   |
| 4    | Julia Mancuso           | 867    |
| 5    | Mikaela Shiffrin        | 822    |
| 6    | Viktoria Rebensburg     | 787    |
| 7    | Kathrin Zettel          | 759    |
| 8    | Lindsey Vonn            | 740    |
| 9    | Lara Gut                | 662    |
| 10   | Frida Hansdotter        | 615    |
| 11   | Tessa Worley            | 512    |
| 12   | Veronika Velez Zuzulová | 500    |
| 13   | Tanja Poutiainen        | 460    |
| 14   | Michaela Kirchgasser    | 448    |
| 15   | Dominique Gisin         | 435    |
| 16   | Nicole Hosp             | 423    |
| 17   | Maria Pietilae-Holmner  | 406    |
| 18   | Tina Weirather          | 395    |
| 19   | Elisabeth Görgl         | 381    |
| 20   | Wendy Holdener          | 359    |

## Classements de chaque discipline
Les noms en gras remportent les titres des disciplines.

### Descente
| Rang | Nom                 | Points |
| ---- | ------------------- | ------ |
| 1    | Aksel Lund Svindal  | 439    |
| 2    | Klaus Kröll         | 381    |
| 3    | Dominik Paris       | 378    |
| 4    | Christof Innerhofer | 370    |
| 5    | Hannes Reichelt     | 290    |
| 6    | Erik Guay           | 267    |
| 7    | Adrien Théaux       | 232    |
| 8    | Georg Streitberger  | 205    |
| 9    | Max Franz           | 201    |
| 10   | Werner Heel         | 184    |

| Rang | Nom                | Points |
| ---- | ------------------ | ------ |
| 1    | Lindsey Vonn       | 340    |
| 2    | Tina Maze          | 339    |
| 3    | Maria Höfl-Riesch  | 272    |
| 4    | Stacey Cook        | 244    |
| 5    | Lara Gut           | 228    |
| 6    | Tina Weirather     | 224    |
| 7    | Daniela Merighetti | 216    |
| 8    | Anna Fenninger     | 209    |
| 9    | Julia Mancuso      | 202    |
| 10   | Alice McKennis     | 198    |

### Super G
| Rang | Nom                | Points |
| ---- | ------------------ | ------ |
| 1    | Aksel Lund Svindal | 480    |
| 2    | Matteo Marsaglia   | 249    |
| 3    | Matthias Mayer     | 228    |
| 4    | Werner Heel        | 224    |
| 5    | Adrien Théaux      | 191    |
| 6    | Hannes Reichelt    | 161    |
| 7    | Ted Ligety         | 159    |
| 8    | Kjetil Jansrud     | 154    |
|      | Joachim Puchner    | 154    |
| 10   | Georg Streitberger | 151    |

| Rang | Nom                 | Points |
| ---- | ------------------- | ------ |
| 1    | Tina Maze           | 420    |
| 2    | Julia Mancuso       | 365    |
| 3    | Anna Fenninger      | 304    |
| 4    | Lindsey Vonn        | 286    |
| 5    | Maria Höfl-Riesch   | 251    |
| 6    | Viktoria Rebensburg | 246    |
| 7    | Fabienne Suter      | 195    |
| 8    | Nicole Schmidhofer  | 149    |
| 9    | Tina Weirather      | 147    |
| 10   | Lara Gut            | 144    |

### Géant
| Rang | Nom                 | Points |
| ---- | ------------------- | ------ |
| 1    | Ted Ligety          | 720    |
| 2    | Marcel Hirscher     | 575    |
| 3    | Alexis Pinturault   | 326    |
| 4    | Manfred Moelgg      | 301    |
| 5    | Thomas Fanara       | 236    |
| 6    | Felix Neureuther    | 232    |
| 7    | Aksel Lund Svindal  | 229    |
| 8    | Marcus Sandell      | 197    |
| 9    | Fritz Dopfer        | 182    |
| 10   | Philipp Schörghofer | 176    |

| Rang | Nom                     | Points |
| ---- | ----------------------- | ------ |
| 1    | Tina Maze               | 800    |
| 2    | Anna Fenninger          | 480    |
| 3    | Viktoria Rebensburg     | 411    |
| 4    | Tessa Worley            | 383    |
| 5    | Kathrin Zettel          | 382    |
| 6    | Maria Höfl-Riesch       | 213    |
|      | Lara Gut                | 213    |
| 8    | Jessica Lindell-Vikarby | 201    |
| 9    | Irene Curtoni           | 193    |
| 10   | Dominique Gisin         | 190    |

### Slalom
| Rang | Nom               | Points |
| ---- | ----------------- | ------ |
| 1    | Marcel Hirscher   | 780    |
| 2    | Felix Neureuther  | 716    |
| 3    | Ivica Kostelić    | 535    |
| 4    | Andre Myhrer      | 475    |
| 5    | Manfred Moelgg    | 335    |
| 6    | Mario Matt        | 309    |
| 7    | Fritz Dopfer      | 308    |
| 8    | Jens Byggmark     | 274    |
| 9    | Alexis Pinturault | 264    |
| 10   | Mattias Hargin    | 200    |

| Rang | Nom                     | Points |
| ---- | ----------------------- | ------ |
| 1    | Mikaela Shiffrin        | 688    |
| 2    | Tina Maze               | 655    |
| 3    | Veronika Velez Zuzulová | 500    |
| 4    | Frida Hansdotter        | 435    |
| 5    | Tanja Poutiainen        | 354    |
| 6    | Wendy Holdener          | 334    |
| 7    | Maria Pietilae-Holmner  | 330    |
| 8    | Kathrin Zettel          | 317    |
| 9    | Maria Höfl-Riesch       | 315    |
| 10   | Bernadette Schild       | 263    |

### Combiné
| Rang | Nom                      | Points |
| ---- | ------------------------ | ------ |
| 1    | Alexis Pinturault        | 180    |
|      | Ivica Kostelić           | 180    |
| 3    | Thomas Mermillod-Blondin | 96     |
| 4    | Carlo Janka              | 86     |
| 5    | Aksel Lund Svindal       | 63     |
| 6    | Romed Baumann            | 59     |
| 7    | Andreas Romar            | 56     |
| 8    | Benjamin Raich           | 50     |
| 9    | Matthias Mayer           | 47     |
| 10   | Christof Innerhofer      | 45     |

| Rang | Nom                  | Points |
| ---- | -------------------- | ------ |
| 1    | Tina Maze            | 200    |
| 2    | Nicole Hosp          | 160    |
| 3    | Michaela Kirchgasser | 89     |
| 4    | Lara Gut             | 77     |
|      | Marie-Michèle Gagnon | 77     |
| 6    | Julia Mancuso        | 74     |
| 7    | Elena Curtoni        | 62     |
| 8    | Kathrin Zettel       | 60     |
| 9    | Maria Höfl-Riesch    | 50     |
| 10   | Lena Dürr            | 40     |
|      | Veronique Hronek     | 40     |

### City Event
| Rang | Nom                  | Points |
| ---- | -------------------- | ------ |
| 1    | Marcel Hirscher      | 180    |
| 2    | Felix Neureuther     | 150    |
| 3    | Andre Myhrer         | 130    |
| 4    | Ivica Kostelić       | 100    |
| 5    | Jens Byggmark        | 80     |
|      | Fritz Dopfer         | 80     |
| 7    | Alexis Pinturault    | 60     |
| 8    | David Chodounsky     | 40     |
|      | Jean-Baptiste Grange | 40     |
|      | Mattias Hargin       | 40     |

| Rang | Nom                     | Points |
| ---- | ----------------------- | ------ |
| 1    | Veronika Velez Zuzulova | 180    |
| 2    | Tina Maze               | 120    |
| 3    | Michaela Kirchgasser    | 100    |
|      | Lena Duerr              | 100    |
|      | Mikaela Shiffrin        | 100    |
| 6    | Tanja Poutiainen        | 90     |
| 7    | Frida Hansdotter        | 55     |
|      | Maria Pietilae-Holmner  | 55     |
| 9    | Wendy Holdener          | 50     |
| 10   | Julia Mancuso           | 40     |
|      | Viktoria Rebensburg     | 40     |

## Calendrier et résultats

### Messieurs
| Date                                                      | Lieu                 | Épreuve          | Vainqueur                     | Second             | Troisième                  |
| --------------------------------------------------------- | -------------------- | ---------------- | ----------------------------- | ------------------ | -------------------------- |
| 28 octobre 2012                                           | Sölden               | Géant            | Ted Ligety                    | Manfred Moelgg     | Marcel Hirscher            |
| 11 novembre 2012                                          | Levi                 | Slalom           | André Myhrer                  | Marcel Hirscher    | Jens Byggmark              |
| 24 novembre 2012                                          | Lake Louise          | Descente         | Aksel Lund Svindal            | Max Franz          | Klaus Kröll Marco Sullivan |
| 25 novembre 2012                                          | Lake Louise          | Super G          | Aksel Lund Svindal            | Adrien Théaux      | Joachim Puchner            |
| 30 novembre 2012                                          | Beaver Creek         | Descente         | Christof Innerhofer           | Aksel Lund Svindal | Kjetil Jansrud             |
| 1er décembre 2012                                         | Beaver Creek         | Super G          | Matteo Marsaglia              | Aksel Lund Svindal | Hannes Reichelt            |
| 2 décembre 2012                                           | Beaver Creek         | Géant            | Ted Ligety                    | Marcel Hirscher    | Davide Simoncelli          |
| 8 décembre 2012                                           | Val d'Isère          | Slalom           | Alexis Pinturault             | Felix Neureuther   | Marcel Hirscher            |
| 9 décembre 2012                                           | Val d'Isère          | Géant            | Marcel Hirscher               | Stefan Luitz       | Ted Ligety                 |
| 14 décembre 2012                                          | Val Gardena          | Super G          | Aksel Lund Svindal            | Matteo Marsaglia   | Werner Heel                |
| 15 décembre 2012                                          | Val Gardena          | Descente         | Steven Nyman                  | Rok Perko          | Erik Guay                  |
| 16 décembre 2012                                          | Alta Badia           | Géant            | Ted Ligety                    | Marcel Hirscher    | Thomas Fanara              |
| 18 décembre 2012                                          | Madonna di Campiglio | Slalom           | Marcel Hirscher               | Felix Neureuther   | Naoki Yuasa                |
| 29 décembre 2012                                          | Bormio               | Descente         | Dominik Paris Hannes Reichelt |                    | Aksel Lund Svindal         |
| 1er janvier 2013                                          | Munich               | Slalom parallèle | Felix Neureuther              | Marcel Hirscher    | Alexis Pinturault          |
| 6 janvier 2013                                            | Zagreb               | Slalom           | Marcel Hirscher               | Andre Myhrer       | Mario Matt                 |
| 12 janvier 2013                                           | Adelboden            | Géant            | Ted Ligety                    | Fritz Dopfer       | Felix Neureuther           |
| 13 janvier 2013                                           | Adelboden            | Slalom           | Marcel Hirscher               | Mario Matt         | Manfred Moelgg             |
| 18 janvier 2013                                           | Wengen               | Super-combiné    | Alexis Pinturault             | Ivica Kostelić     | Carlo Janka                |
| 19 janvier 2013                                           | Wengen               | Descente         | Christof Innerhofer           | Klaus Kröll        | Hannes Reichelt            |
| 20 janvier 2013                                           | Wengen               | Slalom           | Felix Neureuther              | Marcel Hirscher    | Ivica Kostelić             |
| 25 janvier 2013                                           | Kitzbühel            | Super G          | Aksel Lund Svindal            | Matthias Mayer     | Christof Innerhofer        |
| 26 janvier 2013                                           | Kitzbühel            | Descente         | Dominik Paris                 | Erik Guay          | Hannes Reichelt            |
| 27 janvier 2013                                           | Kitzbühel            | Slalom           | Marcel Hirscher               | Felix Neureuther   | Ivica Kostelić             |
| 27 janvier 2013                                           | Kitzbühel            | Combiné          | Ivica Kostelić                | Alexis Pinturault  | Thomas Mermillod-Blondin   |
| 29 janvier 2013                                           | Moscou               | Géant parallèle  | Marcel Hirscher               | Andre Myhrer       | Ivica Kostelić             |
| Championnats du monde de ski alpin (4 au 17 février 2013) |                      |                  |                               |                    |                            |
| 23 février 2013                                           | Garmisch             | Descente         | Christof Innerhofer           | Georg Streitberger | Klaus Kröll                |
| 24 février 2013                                           | Garmisch             | Géant            | Alexis Pinturault             | Marcel Hirscher    | Ted Ligety                 |
| 2 mars 2013                                               | Kvitfjell            | Descente         | Adrien Théaux                 | Aksel Lund Svindal | Klaus Kröll                |
| 3 mars 2013                                               | Kvitfjell            | Super G          | Aksel Lund Svindal            | Georg Streitberger | Werner Heel                |
| 9 mars 2013                                               | Kranjska Gora        | Géant            | Ted Ligety                    | Marcel Hirscher    | Alexis Pinturault          |
| 10 mars 2013                                              | Kranjska Gora        | Slalom           | Ivica Kostelić                | Marcel Hirscher    | Mario Matt                 |
| 13 mars 2013                                              | Lenzerheide          | Descente         | Annulée                       | Annulée            | Annulée                    |
| 14 mars 2013                                              | Lenzerheide          | Super G          | Annulé                        | Annulé             | Annulé                     |
| 16 mars 2013                                              | Lenzerheide          | Géant            | Ted Ligety                    | Marcel Hirscher    | Alexis Pinturault          |
| 17 mars 2013                                              | Lenzerheide          | Slalom           | Felix Neureuther              | Marcel Hirscher    | Ivica Kostelić             |

### Dames
| Date                                                      | Lieu              | Épreuve       | Vainqueur                                                                    | Second                                                                       | Troisième                                                                    |
| --------------------------------------------------------- | ----------------- | ------------- | ---------------------------------------------------------------------------- | ---------------------------------------------------------------------------- | ---------------------------------------------------------------------------- |
| 27 octobre 2012                                           | Sölden            | Géant         | Tina Maze                                                                    | Kathrin Zettel                                                               | Stefanie Köhle                                                               |
| 10 novembre 2012                                          | Levi              | Slalom        | Maria Höfl-Riesch                                                            | Tanja Poutiainen                                                             | Mikaela Shiffrin                                                             |
| 24 novembre 2012                                          | Aspen             | Géant         | Tina Maze                                                                    | Kathrin Zettel                                                               | Viktoria Rebensburg                                                          |
| 25 novembre 2012                                          | Aspen             | Slalom        | Kathrin Zettel                                                               | Marlies Schild                                                               | Tina Maze                                                                    |
| 30 novembre 2012                                          | Lake Louise       | Descente      | Lindsey Vonn                                                                 | Stacey Cook                                                                  | Maria Höfl-Riesch Tina Weirather                                             |
| 1er décembre 2012                                         | Lake Louise       | Descente      | Lindsey Vonn                                                                 | Stacey Cook                                                                  | Marianne Abderhalden                                                         |
| 2 décembre 2012                                           | Lake Louise       | Super G       | Lindsey Vonn                                                                 | Julia Mancuso                                                                | Anna Fenninger                                                               |
| 7 décembre 2012                                           | Saint-Moritz      | Super-combiné | Tina Maze                                                                    | Nicole Hosp                                                                  | Kathrin Zettel                                                               |
| 8 décembre 2012                                           | Saint-Moritz      | Super G       | Lindsey Vonn                                                                 | Tina Maze                                                                    | Julia Mancuso                                                                |
| 9 décembre 2012                                           | Saint-Moritz      | Géant         | Tina Maze                                                                    | Viktoria Rebensburg                                                          | Tessa Worley                                                                 |
| 14 décembre 2012                                          | Val d'Isère       | Descente      | Lara Gut                                                                     | Leanne Smith                                                                 | Nadja Kamer                                                                  |
| 15 décembre 2012                                          | Val d'Isère       | Super G       | Annulé à cause de chutes de neige et reprogrammé au 1er mars 2013 à Garmisch | Annulé à cause de chutes de neige et reprogrammé au 1er mars 2013 à Garmisch | Annulé à cause de chutes de neige et reprogrammé au 1er mars 2013 à Garmisch |
| 16 décembre 2012                                          | Courchevel        | Géant         | Tina Maze                                                                    | Kathrin Zettel                                                               | Tessa Worley                                                                 |
| 19 décembre 2012                                          | Åre               | Géant         | Viktoria Rebensburg                                                          | Anna Fenninger                                                               | Tina Maze                                                                    |
| 20 décembre 2012                                          | Åre               | Slalom        | Mikaela Shiffrin                                                             | Frida Hansdotter                                                             | Tina Maze                                                                    |
| 28 décembre 2012                                          | Semmering         | Géant         | Anna Fenninger                                                               | Tina Maze                                                                    | Tessa Worley                                                                 |
| 29 décembre 2012                                          | Semmering         | Slalom        | Veronika Velez Zuzulová                                                      | Kathrin Zettel                                                               | Tina Maze                                                                    |
| 1er janvier 2013                                          | Munich            | City Event    | Veronika Velez Zuzulová                                                      | Tina Maze                                                                    | Michaela Kirchgasser                                                         |
| 4 janvier 2013                                            | Zagreb            | Slalom        | Mikaela Shiffrin                                                             | Frida Hansdotter                                                             | Erin Mielzynski                                                              |
| 12 janvier 2013                                           | Saint-Anton       | Descente      | Alice McKennis                                                               | Daniela Merighetti                                                           | Anna Fenninger                                                               |
| 13 janvier 2013                                           | Saint-Anton       | Super G       | Tina Maze                                                                    | Anna Fenninger                                                               | Fabienne Suter                                                               |
| 15 janvier 2013                                           | Flachau           | Slalom        | Mikaela Shiffrin                                                             | Frida Hansdotter                                                             | Tanja Poutiainen                                                             |
| 19 janvier 2013                                           | Cortina d'Ampezzo | Descente      | Lindsey Vonn                                                                 | Tina Maze                                                                    | Leanne Smith                                                                 |
| 20 janvier 2013                                           | Cortina d'Ampezzo | Super G       | Viktoria Rebensburg                                                          | Nicole Schmidhofer                                                           | Tina Maze                                                                    |
| 26 janvier 2013                                           | Maribor           | Géant         | Lindsey Vonn                                                                 | Tina Maze                                                                    | Anna Fenninger                                                               |
| 27 janvier 2013                                           | Maribor           | Slalom        | Tina Maze                                                                    | Frida Hansdotter                                                             | Kathrin Zettel                                                               |
| 29 janvier 2013                                           | Moscou            | City Event    | Lena Dürr                                                                    | Veronika Velez Zuzulová                                                      | Mikaela Shiffrin                                                             |
| Championnats du monde de ski alpin (4 au 17 février 2013) |                   |               |                                                                              |                                                                              |                                                                              |
| 23 février 2013                                           | Méribel           | Descente      | Carolina Ruiz Castillo                                                       | Maria Höfl-Riesch                                                            | Marie Marchand-Arvier                                                        |
| 24 février 2013                                           | Méribel           | Super-combiné | Tina Maze                                                                    | Nicole Hosp                                                                  | Michaela Kirchgasser                                                         |
| 1er mars 2013                                             | Garmisch          | Super G       | Tina Weirather                                                               | Tina Maze Julia Mancuso                                                      |                                                                              |
| 2 mars 2013                                               | Garmisch          | Descente      | Tina Maze                                                                    | Laurenne Ross                                                                | Maria Höfl-Riesch                                                            |
| 3 mars 2013                                               | Garmisch          | Super G       | Anna Fenninger                                                               | Maria Höfl-Riesch                                                            | Julia Mancuso                                                                |
| 9 mars 2013                                               | Ofterschwang      | Géant         | Anna Fenninger                                                               | Tina Maze                                                                    | Viktoria Rebensburg                                                          |
| 10 mars 2013                                              | Ofterschwang      | Slalom        | Tina Maze                                                                    | Wendy Holdener                                                               | Mikaela Shiffrin                                                             |
| 13 mars 2013                                              | Lenzerheide       | Descente      | Annulée                                                                      | Annulée                                                                      | Annulée                                                                      |
| 14 mars 2013                                              | Lenzerheide       | Super G       | Annulé                                                                       | Annulé                                                                       | Annulé                                                                       |
| 16 mars 2013                                              | Lenzerheide       | Slalom        | Mikaela Shiffrin                                                             | Bernadette Schild                                                            | Tina Maze                                                                    |
| 17 mars 2013                                              | Lenzerheide       | Géant         | Tina Maze                                                                    | Tessa Worley                                                                 | Lara Gut                                                                     |